# Cucina sundanese

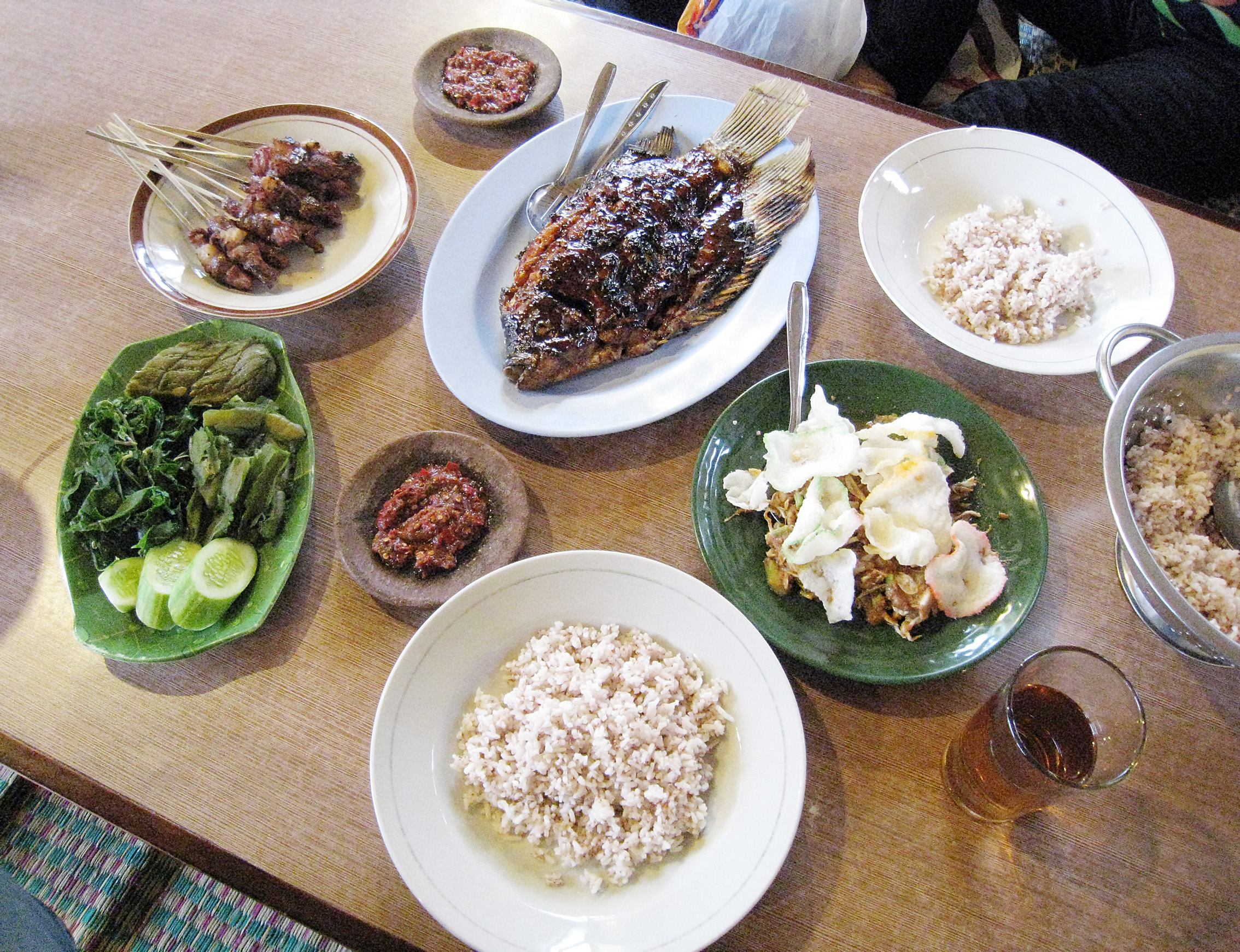
Piatti sundanesi

La cucina sundanese è la cucina dei sundanesi, un gruppo etnico di Giava occidentale in Indonesia. È una delle cucine più diffuse in Indonesia. Il cibo sundanese è caratterizzato dalla sua freschezza, il famoso lalab cucinato con sambal e anche il karedok dimostrano la predilezione dei sundanesi per la verdura fresca e cruda. È una cucina semplice con sapori chiari; si intervalla dal salato, al fresco aspro, dal dolce al piccante.
Il sambal terasi è il più importante condimento della cucina sundanese, ed è mangiato insieme al lalab o al tofu fritto e al tempeh.
La zuppa più famosa è invece la sayur asem, insieme alla soto bandung.

## Piatti

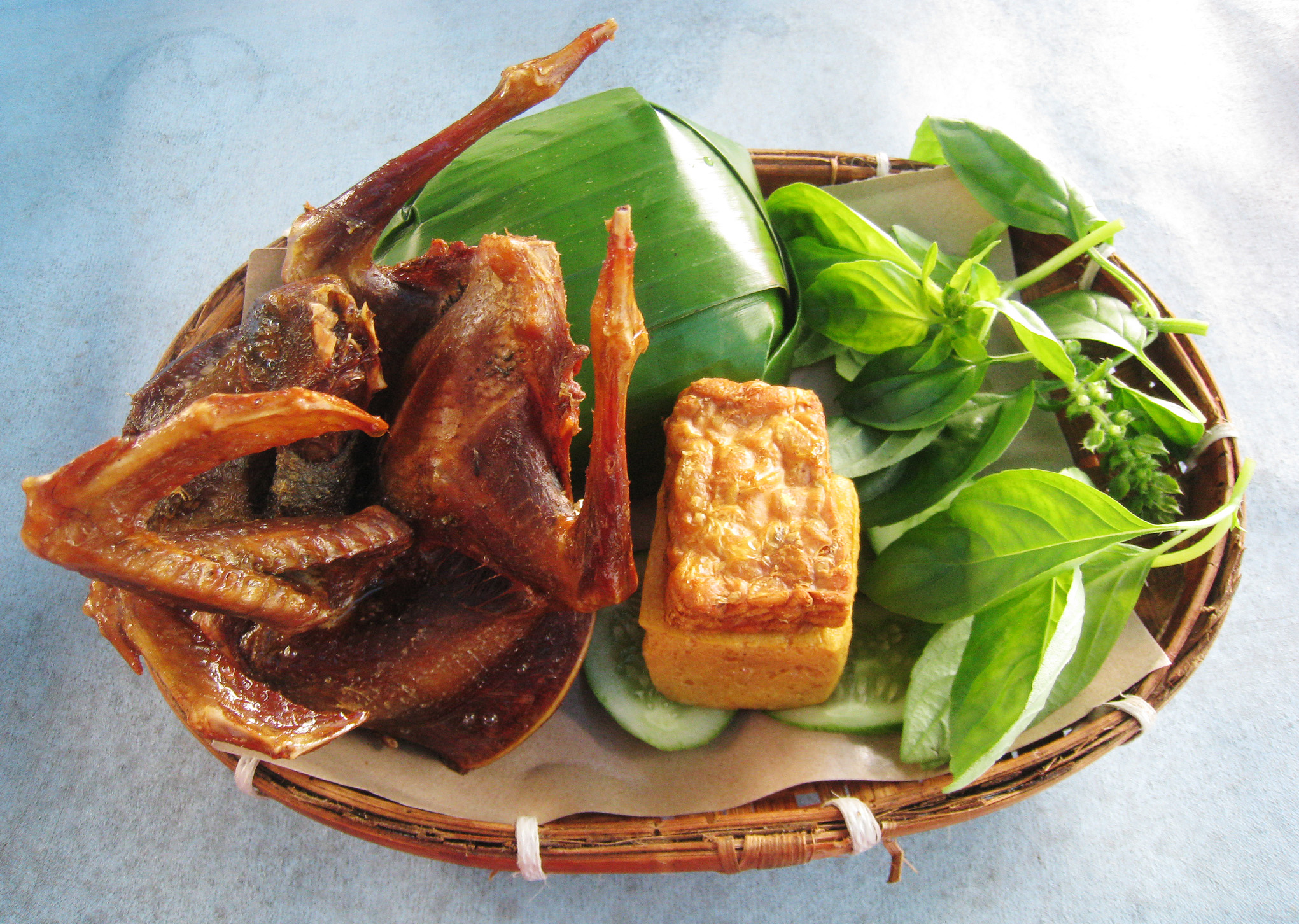
Nasi timbel dara goreng, nasi timbel con piccione fritto, tempeh, tofu e verdure

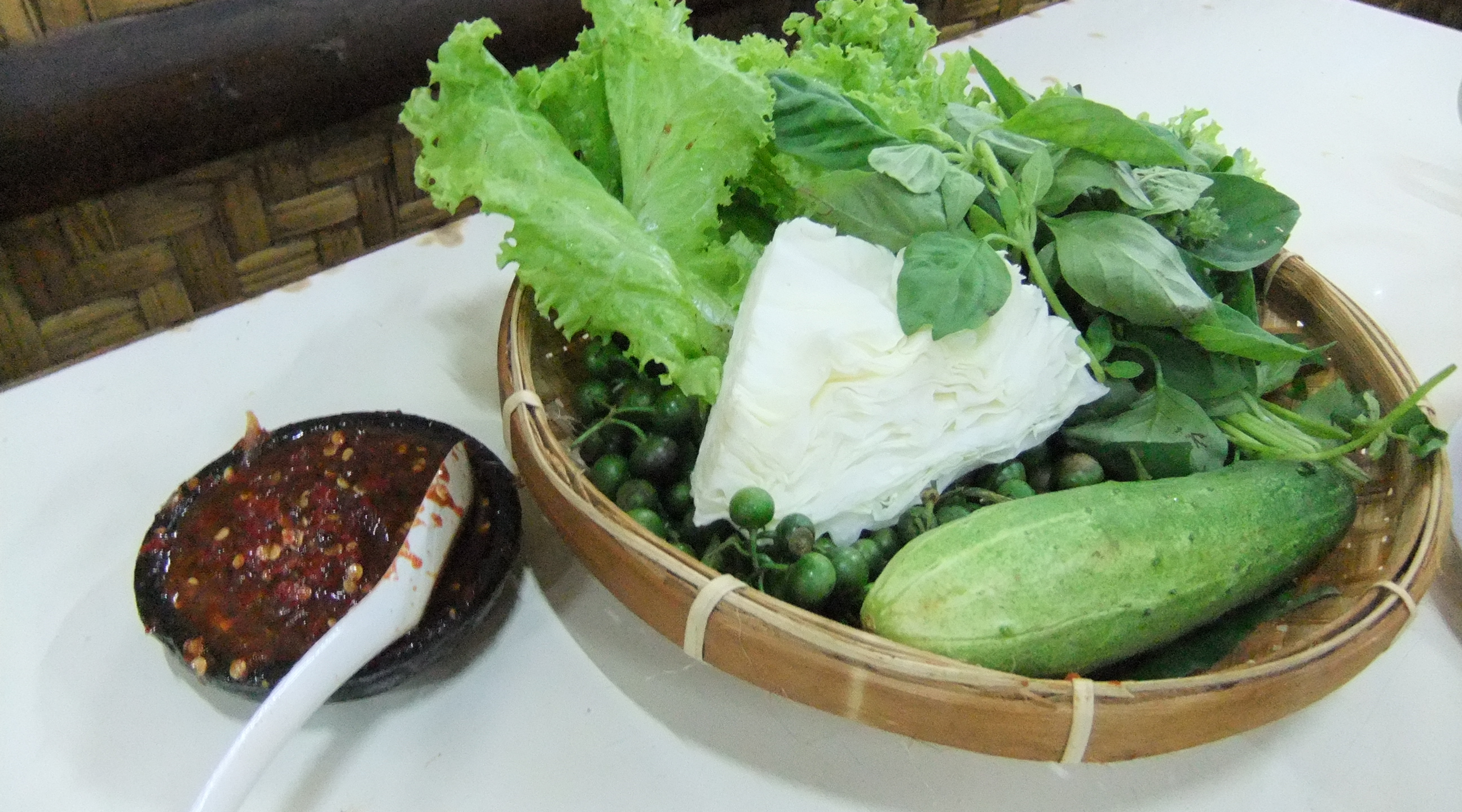
Lalab, verdure crude con sambal.

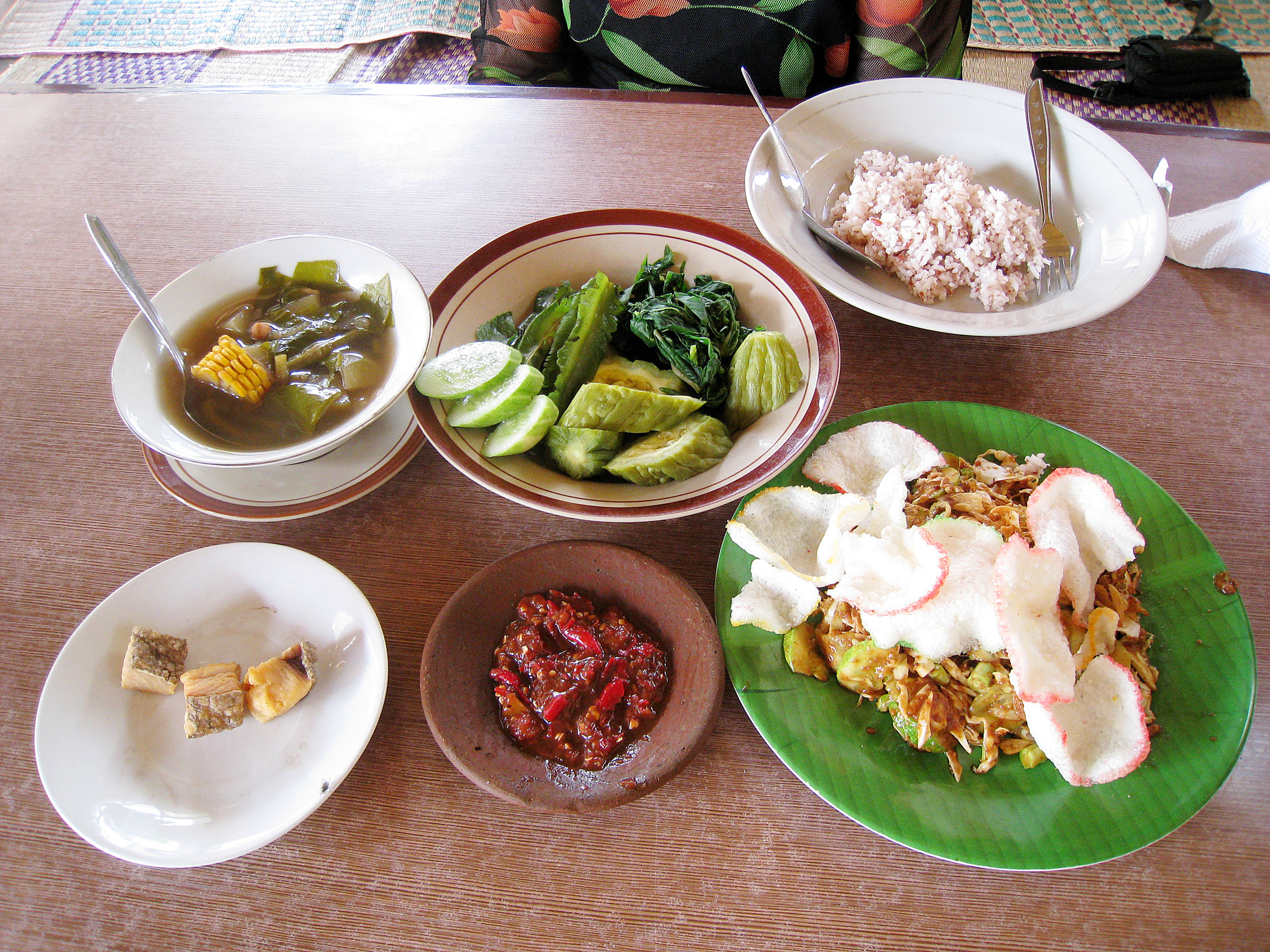
Sayur asem, lalab, riso rosso, ikan asin, sambal, e karedok.

- Nasi timbel
- Nasi liwet sunda,
- Nasi tutug oncom,
- Lalab
- Sambal terasi
- Karedok,
- Lotek,
- Sayur asem,
- Oncom,
- Tumis tauco,
- Tumis kangkung,
- Various pepes,
- Various ikan bakar
- Various ikan goreng,
- Various ikan asin
- Bakakak hayam,
- Soto Bandung,
- Soto Mie,
- Mie Kocok,
- Sate Maranggi,
- Gulai Kambing,
- Empal Gentong,
- Empal gepuk
- Laksa Bogor,
- Kupat tahu,
- Asinan,
- Baso tahu,
- Batagor,